# Zidane Meriboute
Pour les articles homonymes, voir Zidane.
 (juin 2010).
Si vous disposez d'ouvrages ou d'articles de référence ou si vous connaissez des sites web de qualité traitant du thème abordé ici, merci de compléter l'article en donnant les références utiles à sa vérifiabilité et en les liant à la section « Notes et références ».
 (janvier 2021).
La mise en forme du texte ne suit pas les recommandations de Wikipédia : il faut le « wikifier ».
Les points d'amélioration suivants sont les cas les plus fréquents. Le détail des points à revoir est peut-être précisé sur la page de discussion.
- Les titres sont pré-formatés par le logiciel. Ils ne sont ni en capitales, ni en gras.
- Le texte ne doit pas être écrit en capitales (les noms de famille non plus), ni en gras, ni en italique, ni en « petit »…
- Le gras n'est utilisé que pour surligner le titre de l'article dans l'introduction, une seule fois.
- L'italique est rarement utilisé : mots en langue étrangère, titres d'œuvres, noms de bateaux, etc.
- Les citations ne sont pas en italique mais en corps de texte normal. Elles sont entourées par des guillemets français : « et ».
- Les listes à puces sont à éviter, des paragraphes rédigés étant largement préférés. Les tableaux sont à réserver à la présentation de données structurées (résultats, etc.).
- Les appels de note de bas de page (petits chiffres en exposant, introduits par l'outil «  Source ») sont à placer entre la fin de phrase et le point final[comme ça].
- Les liens internes (vers d'autres articles de Wikipédia) sont à choisir avec parcimonie. Créez des liens vers des articles approfondissant le sujet. Les termes génériques sans rapport avec le sujet sont à éviter, ainsi que les répétitions de liens vers un même terme.
- Les liens externes sont à placer uniquement dans une section « Liens externes », à la fin de l'article. Ces liens sont à choisir avec parcimonie suivant les règles définies. Si un lien sert de source à l'article, son insertion dans le texte est à faire par les notes de bas de page.
- La présentation des références doit suivre les conventions bibliographiques. Il est recommandé d'utiliser les modèles {{Ouvrage}}, {{Chapitre}}, {{Article}}, {{Lien web}} et/ou {{Bibliographie}}. Le mode d'édition visuel peut mettre en forme automatiquement les références.
- Insérer une infobox (cadre d'informations à droite) n'est pas obligatoire pour parachever la mise en page.

Pour une aide détaillée, merci de consulter Aide:Wikification.
Si vous pensez que ces points ont été résolus, vous pouvez retirer ce bandeau et améliorer la mise en forme d'un autre article.
Zidane Meriboute est un écrivain suisse, originaire d'Algérie.

## Biographie
Après des études dans les Universités de Constantine, Genève, Aurillac et Strasbourg, il a obtenu un doctorat en relations internationales et droit de l'institut universitaire de hautes études internationales de Genève (IUHEI). 
Il a enseigné dans plusieurs Universités - Genève, Constantine et Tunis (II) - et travaille à Université de Londres/School of Oriental and African Studies (SOAS/CISD) en qualité de d'Academic Visitor et Research Fellow, tout en poursuivant une carrière dans les organisations internationales, notamment au Comité International de la Croix-Rouge (CICR).

## Publications
Il est l'auteur de plusieurs livres et de publications dans des revues internationales. 
- Malek Bennabi - "Père" du courant islamique mondial ? Éditions Erick Bonnier, Paris 2020, 140 p.
- Islamisme, Soufisme, Evangélisme: la guerre ou la paix, Éditions Labor et Fides, Genève 2010, 287 p.
- La Fracture islamique: demain le soufisme ?, Éditions Fayard, Paris 2004, 371 p.
- Une “nouvelle” vie du prophète Muhammad, Éditions Erick Bonnier, Paris 2012, 187 p.
- Les musulmans d’Europe face au racisme confessionnel: de la discrimination à l’inclusion ? Éditions l'Harmattan, Paris 2017, 250 p.
- Commentaire sur "Trente-Deux Ans À travers l'Islam (1832-1864), Algérie-Abd-El-Kader de Léon Roches, Éditions Alzieu, Grenoble 2007, 423 p.
- La position du Tiers-Monde en matière de succession d'État/Décolonisation, Éditions Presses Universitaires de France (PUF), Paris 1985.
- La codification de la succession d'Etats aux traités, Éditions Presses Universitaires de France (PUF), Paris 1984,  (ISBN 2130389120)
- « Printemps arabe » : le poids des Frères musulmans – leur vision de l’Etat et de la finance islamiques
- Islam's Fateful Path: The Critical Choices Facing Modern Muslims, I.B. Tauris, London 2009, 246 p.
- The Struggle Between Sufism, Evangelicals and Radical Islam,  First published by Labor et Fides Publishers, Geneva 2011, now by Éditions Amazon London 2020, 269 p.